# Take on Me
«Take On Me» — перший сингл альбому Hunting High and Low норвезького гурту a-ha, випущений 16 вересня 1985 року.

## Історія
Результатом першого релізу синглу став повний провал. Однак компанію Warner Bros. це не збентежило. Террі Слейтер умовив Алана Тарні взятися за «Take On Me». Перемікшована версія, яка й увійшла в підсумку до альбому «Hunting High and Low», була готова. Знову «Take On Me» не виправдав надій, хлопці були в розпачі. Однак і це не збентежило керівництво компанії Warner, вони не втрачали оптимізму і віри в гурт, і третє видання «Take On Me», спільно з новим інноваційним на той час відео, в повній красі продемонстрували ліричну сили вокалу Мортена Гаркета і потенціал самого гурту.
Режисером кліпу став Стів Беррон, який раніше створив кліпи для таких гуртів і виконавців, як Тото, Томас Долбі, Culture Club і Майкл Джексон. Проте відео для a-ha не було схожим на будь-яку іншу з його попередніх робіт. Відео знято шляхом об'єднання натуральних живих зйомок і мультиплікацією, зробленою шляхом ротокопіювання. Інноваційне відео «Take On Me» вперше показане по місцевому Бостонського відеоканалі «V-66», а незабаром передано в постійну ротацію на музичний канал MTV компанії Viacom.
Зрештою сингл двічі обійняв провідні позиції в норвезьких чартах, став у країні № 1, потрапив і в чарти Великої Британії, зайнявши там другий рядок, а в Сполучених Штатах Америки — перший. Сумарно, в 36 країнах він став першим.

## Список композицій
7": MCA / MCA-9146 United Kingdom (1984)
1. "Take On Me" (Original version) – 3:18
2. "And You Tell Me" – 1:48

- Track 1 is produced by Tony Mansfield and remixed by John Ratcliff with A-ha.

12": MCA / MCA-9146T United Kingdom (1984)
1. "Take On Me" (Long version) –  3:46
2. "And You Tell Me" – 1:48
3. "Stop! And Make Your Mind Up" – 2:57

- Track 1 is produced by Tony Mansfield and remixed by John Ratcliff.

7": MCA / MCA-9006 United Kingdom (1985)
1. "Take On Me" (Single version) – 3:49
2. "Love Is Reason" – 3:04

- Track 1 is produced by Alan Tarney.
- Track 1 is the same version as the album version.

 12": MCA / MCA-9006T United Kingdom (1985)
1. "Take On Me" (Extended version) – 4:50
2. "Love Is Reason" (LP version) – 3:04
3. "Take On Me" (Single version) – 3:49

- Track 1 & 3 are produced by Alan Tarney.
- Track 3 is the same version as the album version.

 7": MCA. / MCA-29011 United States (1985) 
1. "Take On Me" – 3:46
2. "Love Is Reason" – 3:04

- Track 1 is produced by Alan Tarney.
- Track 2 is produced by John Ratcliff with A-ha.

12": Warner Bros. / PRO-A-2291 (Promo) United States (1985)
1. "Take On Me" (Long version) – 4:47 (a.k.a. "Extended Version")
2. "Take On Me" (Single version) – 3:46

- Track 1 & 2 are produced by Alan Tarney.

## Чарти
| Чарт (1985–1986)                                           | Найвища позиція |
| ---------------------------------------------------------- | --------------- |
| Australia (Kent Music Report)                              | 1               |
| Австрія (Ö3 Austria Top 75)                                | 1               |
| Бельгія (Ultratop Flanders)                                | 1               |
| Canada Top Singles (RPM)                                   | 2               |
| Denmark (Tracklisten)                                      | 2               |
| Europe (European Hot 100 Singles)                          | 1               |
| Finland (Suomen virallinen lista)                          | 4               |
| Франція (SNEP)                                             | 3               |
| Greece (IFPI)                                              | 1               |
| Ірландія (IRMA)                                            | 2               |
| Italy (Musica e dischi)                                    | 1               |
| Нідерланди (Dutch Top 40)                                  | 1               |
| Нідерланди (Mega Single Top 100)                           | 1               |
| Нова Зеландія (RIANZ)                                      | 7               |
| Норвегія (VG-lista)                                        | 1               |
| South Africa (Springbok Radio)                             | 7               |
| Spain (AFYVE)                                              | 11              |
| Швеція (Sverigetopplistan)                                 | 1               |
| Швейцарія (Media Control AG)                               | 1               |
| Велика Британія (UK Singles Chart)                         | 2               |
| США (Billboard Hot 100)                                    | 1               |
| США (Adult Contemporary) (Billboard)                       | 4               |
| 36                                                         |                 |
| US Cash Box Top 100 Singles                                | 1               |
| Федеративна Республіка Німеччина (Чарти GfK Entertainment) | 1               |

| Чарт (2021–2023)         | Найвища позиція |
| ------------------------ | --------------- |
| Billboard Global 200     | 83              |
| Угорщина (Single Top 40) | 26              |

| Чарт (1985)                           | Позиція |
| ------------------------------------- | ------- |
| Australia (Kent Music Report)         | 12      |
| Belgium (Ultratop 50 Flanders)        | 46      |
| Canada Top Singles (RPM)              | 29      |
| Netherlands (Dutch Top 40)            | 60      |
| Netherlands (Single Top 100)          | 24      |
| UK Singles (Gallup)                   | 9       |
| US Billboard Hot 100                  | 10      |
| US Cash Box Top 100 Singles           | 15      |
| West Germany (Official German Charts) | 46      |

| Чарт (1986)                           | Позиція |
| ------------------------------------- | ------- |
| Europe (European Hot 100 Singles)     | 26      |
| West Germany (Official German Charts) | 34      |

| Чарт (2022)            | Позиція |
| ---------------------- | ------- |
| Global 200 (Billboard) | 139     |

| Чарт (2023)            | Позиція |
| ---------------------- | ------- |
| Global 200 (Billboard) | 109     |

## Сертифікації
| Регіон | Сертифікація  | Продажі   |
| --- | ------------- | --------- |
| Бельгія (BEA) | Золотий       | 100,000   |
| Бразилія (ABPD) | Золотий       | 30 000    |
| Данія (IFPI Denmark) | 2× Платиновий | 180 000   |
| Франція (SNEP) | Золотий       | 500 000*  |
| Німеччина (BVMI) | Золотий       | 500 000^  |
| Італія (FIMI) 1985–1986 sales | Золотий       | 300,000   |
| Італія (FIMI) since 2009 sales | 2× Платиновий | 200 000   |
| Японія (RIAJ) | Золотий       | 100 000*  |
| Велика Британія (BPI) Physical | Золотий       | 500 000^  |
| Велика Британія (BPI) Digital | 3× Платиновий | 1 800 000 |
| США Digital | —             | 1,463,000 |
| *продажі, що базуються лише на сертифікаціях · ^відвантаження, що базуються лише на сертифікаціях · продажі+прослуховування, що базуються лише на сертифікаціях |               |           |